# Robert Thalmann
Robert Thalmann (Menzau, 1 de fevereiro de 1949 – 23 de maio de 2017) foi um ciclista suíço. Competiu na prova de estrada individual nos Jogos Olímpicos de Verão de 1976 em Montreal, mas não terminou.